# Fackson Shamenda
Fackson U. Shamenda (18 september 1950) is een Zambiaans syndicalist en politicus voor het Patriotic Front (PF).

## Levensloop
Shamenda werd in 1971 syndicaal actief, hij was toen werkzaam bij The Posts & Telecommunication Corporation of Zambia. In 1979 werd hij algemeen secretaris van de National Union of Communication Workers (NUCW). In 1991 Frederick Chiluba op als voorzitter van het Zambia Congress of Trade Unions (ZCTU). Zelf werd hij in deze hoedanigheid in 2002 opgevolgd door Leonard Hikaumba.
In 1982 werd hij aangesteld als vertegenwoordiger van de Postal, Telegraph and Telephone International (PTTI) voor Oost-, Centraal- en Zuidelijk Afrika. Vervolgens was hij van 1994 tot 1999 de Afrikaanse vertegenwoordiger van het PTTI en diens opvolger Communications International (CI). Na de fusie van CI met de Fédération Internationale des Employés, Techniciens et Cadres (FIET), Media and Entertainment International (MEI) en de International Graphical Federation (IGF) tot Union Network International (UNI) in januari 2000 werd hij de eerste coördinator van UNI-Afrika. 
Tevens was Shamenda voorzitter van het Internationaal Verbond van Vrije Vakverenigingen (IVVV) van 2000 tot 2004. Hij volgde in deze hoedanigheid de Barbadiaan Roy Trotman op, zelf werd hij in deze hoedanigheid opgevolgd door de Australische Sharan Burrow.
In september 2011 werd hij benoemd tot minister van arbeid, sport, jeugd en gender in de regering van president Michael Sata, een functie die hij uitoefende tot 2015.